# Saison 1 de Navarro
 (juillet 2015).
Si vous disposez d'ouvrages ou d'articles de référence ou si vous connaissez des sites web de qualité traitant du thème abordé ici, merci de compléter l'article en donnant les références utiles à sa vérifiabilité et en les liant à la section « Notes et références ».
Chronologie
Saison 2
Cet article présente la première saison de la série télévisée française Navarro.

## Distribution[1]

### Acteurs principaux
- Roger Hanin : commissaire Antoine Navarro
- Emmanuelle Boidron : Yolande Navarro
- Maurice Vaudaux : commissaire divisionnaire Maurice Waltz

Dans les rôles des mulets :
- Sam Karmann : inspecteur François Barrada
- Jacques Martial : inspecteur Honoré Bain-Marie
- Christian Rauth : inspecteur René Auquelin
- Daniel Rialet : inspecteur Joseph Blomet

Autre rôle :
- Catherine Allégret : Ginou, patronne du Café de l'époque

## Production
Musique originale : Serge Perathoner et Jannick Top

### Épisode 1:Folie de flic
- France : 26 octobre 1989

### Épisode 2:Un rouleau ne fait pas le printemps
- France : 16 novembre 1989

### Épisode 3:La Fille d'André
- France : 14 décembre 1989